# Istituzione Teresiana

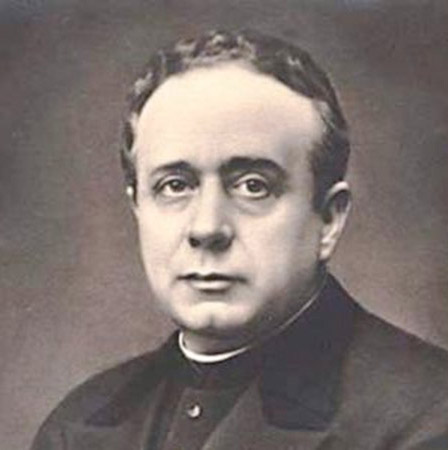
Pedro Poveda, fondatore dell'Istituzione Teresiana

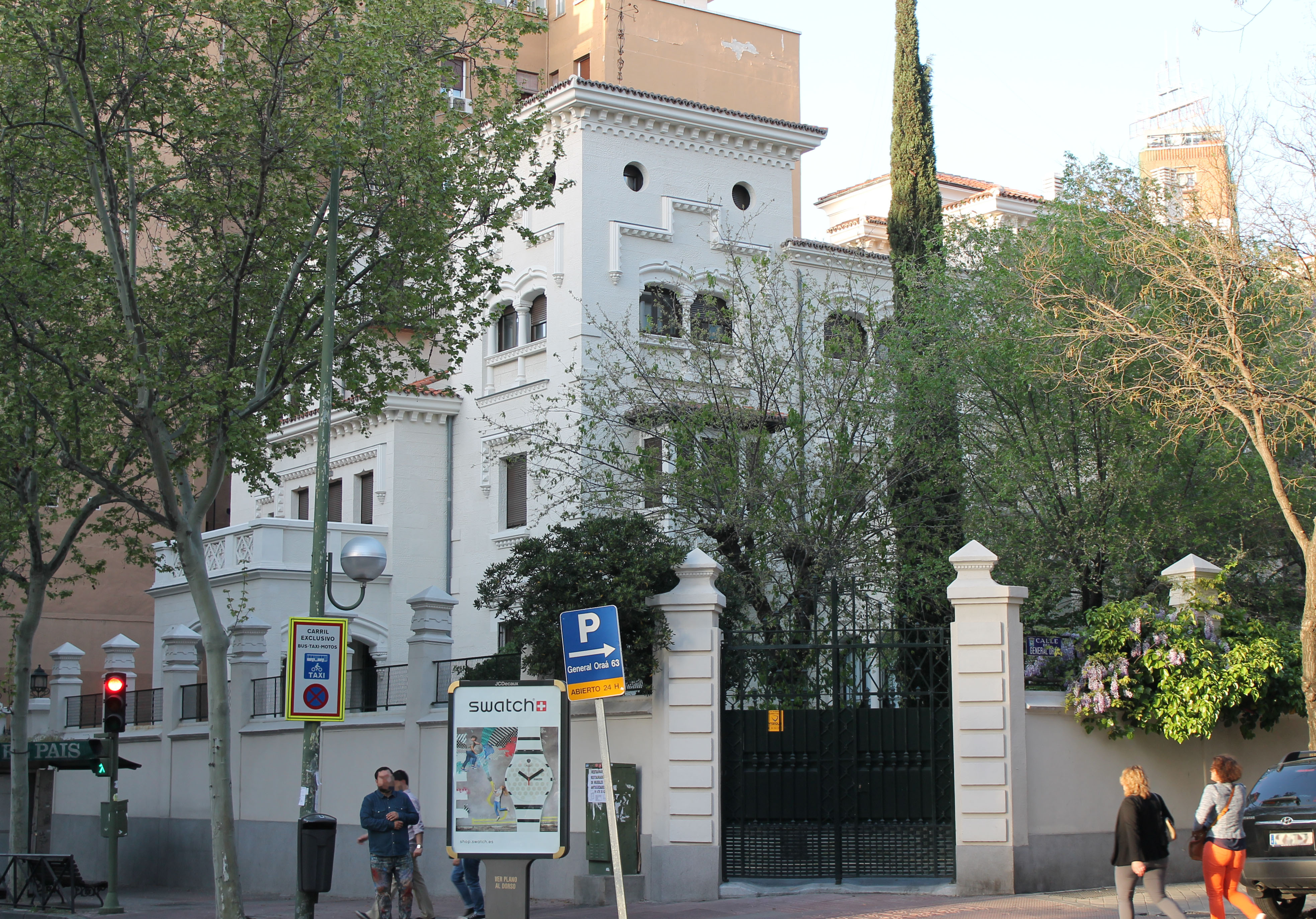
La sede dell'Istituzione Teresiana a Madrid

L'Istituzione Teresiana (in spagnolo Institución Teresiana; sigla I.T.) è un'associazione internazionale di fedeli di diritto pontificio.

## Storia
L'Istituzione Teresiana venne fondata nel 1911 a Oviedo da Pedro Poveda Castroverde (1874-1936) per l'evangelizzazione mediante l'educazione e la cultura: venne approvata come pia unione dal vescovo di Madrid Prudencio Melo y Alcalde il 16 luglio 1917.
Il fondatore, fucilato dai repubblicani durante la guerra civile spagnola, è stato canonizzato da papa Giovanni Paolo II nel 2003.
Ottenne il riconoscimento di pia unione primaria da papa Pio XI l'11 gennaio 1924 e il 29 giugno 1955 venne approvata come istituto secolare di diritto pontificio.
Non ritenendo più adatta alla loro natura lo status di istituto secolare, il 21 novembre 1990 l'Istituzione Teresiana ottenne dal Pontificio Consiglio per i Laici il riconoscimento come associazione internazionale di fedeli.

## Attività e diffusione
L'Istituzione Teresiana gestisce centri di formazione a tutti i livelli.
L'Istituzione opera in circa trenta nazioni d'Africa, Asia, Europa, Medio Oriente e America; la sede centrale è in via Celso 1 a Roma.
Nel 2009 l'associazione contava circa 4.000 membri.